# Неологізми російсько-української війни (з 2014)
Неологізми російсько-української війни ― це нові слова, що з'явились в українській мові за час війни 2014 (повномасштабне вторгнення 2022).

## Значення
Російсько-українська війна 2014 (повномасштабне вторгнення 2022) змінила не тільки життя кожного українця, а й нашу мову. Вона стала не тільки маркером для визначення «своїх», але і, завдяки своєму розвитку, способом розважитись чи показати зневажливе ставлення до певних осіб чи країн завдяки творенню нових слів, наразі такі називають «словами війни» (також деякі слова просто з’являються в мовленні, щоб спростити цілі речення (замість «ЗСУ вбили російських військових, застосовуючи реактивну артилерійську систему «Хаймарс» тепер можна сказати «ЗСУ відхаймарсили орків»).

## Походження
Неологізми будуються як на українському («дебахнулько» (від «де бахнуло?») ― нерозумна людина, що ставить свою цікавість вище безпеки), так і на іноземному («орк»(англійська мова «orc») ― російський солдат)  підґрунтях.
Зазначають, що якісь із них походять від власних назв, такі як, наприклад, «арестовлення» (від Арестович) ― заспокійливе повідомлення; «кімити» (від Кім) ― зберігати оптимізм; «шойгувати» (від Шойгу) ― вдавати, що все добре, коли це не так. Підпунктом до цього абзацу є слова, що походять від назв воєнної техніки, звідси, наприклад: «байрактарити», «джавелінити», «відхаймарсити» ― боротись із ворогом, використовуючи цю техніку.

## Зміна значення слова
Також виокремлюються слова, які вже були в нашій мові, але в результаті війни отримали нові значення. Наприклад, «бавовна» (пох. від вигуків росіян, коли щось прилетіло, вони кажуть: «хлопок») ― вибух у росії; «град» ― російська реактивна система залпового вогню, «орк» ― російські військові, нелюди; «чисте небо» тепер означає не безхмарне, а небо, в якому немає російських ракет, зазвичай використовується як відбій повітряної тривоги.

## Новітні фразеологізми
Українська мова збагачується не тільки новими словами, а й фразеологізмами. Ось деякі з них: «негативно народитися», «від’ємне виринання», «негативне зростання» ― померти (про російського солдата), «тракторні війська» ― неочікувана дієва допомога, «завести трактор» ― використовувати зброю, яку ніхто не очікував. Зазвичай вони походять від якихось дуже важливих подій (чи від тих, що поліпшують загальний моральний дух населення), але також можуть походити від часто повторюваних чи дуже влучно сказаних фраз (наприклад, «іти за російським кораблем»).